# Nové Sady (okres Nitra)
Nové Sady, do roku 1948 Ašakert (maďarsky Assakürt), jsou obec na Slovensku v okrese Nitra.

## Poloha
Nové Sady se nacházejí přibližně 20 km severozápadně od města Nitra. Obec se rozkládá po obou stranách říčky Radošinka, na jejím středním toku, mezi krajským městem Nitra, Hlohovcem, Piešťany a Topoľčany v jednom z četných údolí, která se táhnou severojižním směrem přibližně od Topoľčan po Hlohovec. Na severozápadě nad Radošinou se nachází Považský Inovec, jihovýchodně pak pohoří Tribeč a Zobor.

## Části obce
- Ceroviny
- Nové Sady
- Sila (první písemná zmínka o této osadě pochází z roku 1292)

## Pamětihodnosti
- římskokatolický farní kostel sv. Štěpána krále ze začátku 20. století – v osadě Sila[3]
- renesanční kaštel Nové Sady[4]